# Раутио, Юсси
Юсси Раутио (фин. Jussi Rautio, родился 17 января 1978 в Лаппеэнранте) — финский рок-музыкант, ведущий гитарист пауэр-метал-группы Battlelore. Играет на гитаре и бас-гитаре. Музыкой стал заниматься по совету парня своей сестры. Своим кумиром называет Джимми Хендрикса.

## Дискография

### Студийные альбомы
- 2002 — ...Where the Shadows Lie
- 2003 — Sword's Song
- 2005 — Third Age of the Sun
- 2007 — Evernight
- 2008 — The Last Alliance

### Демоверсии
- 1999 — Warrior's Tale
- 2000 — Dark Fantasy
- 2000 — Demo 2000